# Обитель зла: Бесконечная тьма
«Обитель зла: Бесконечная тьма» (англ. Resident Evil: Infinite Darkness) — японский оригинальный сетевой аниме-сериал, основанный на франшизе Resident Evil компании Capcom и созданный студиями TMS Entertainment и Quebico. Первый сезон вышел на Netflix 8 июля 2021 года.

## Сюжет
Действие первого сезона сериала происходит между событиями игр Resident Evil 4 и Resident Evil 5.
Леон Кеннеди расследует хакерскую атаку на Белый дом и сталкивается с зомби. В то же время Клэр Редфилд изучает странный рисунок, сделанный ребёнком-беженцем из Пенамстана во время работы над миссией под руководством TerraSave по наблюдению за строительством объекта социального обеспечения.

## Роли озвучивали
- Леон Кеннеди — Тосиюки Морикава (яп.) / Ник Апостолидес (англ.)
- Клэр Редфилд — Юко Кайда (яп.) / Стефани Паниселло (англ.)
- Джейсон — Фумихико Татики (яп.) / Рэй Чейз (англ.)[5]
- Шен Мэй — Мэгуми Хан (яп.) / Джона Сяо (англ.)
- Патрик — Кэндзи Нодзима (яп.) / Билли Камец (англ.)
- Уилсон — Аруно Тахара (яп.) / Даг Стоун (англ.)
- Грэм — Кадзухико Иноуэ (яп.) / Джо Джей Томас (англ.)
- Райан — Мицуру Огата (яп.) / Брэд Венейбл (англ.)

## Список серий
| № | Название    | Дата премьеры |
| --- | ----------- | ------------- |
| 1 | «Episode 1» | 8 июля 2021   |
| В 2000 году американский вертолет сбит в стране Пенамстан; на его экипаж нападают местные жители. Отряд Бешеных псов приземляется и пытается спасти команду. Шесть лет спустя Клэр работает гуманитарным работником в Пенамстане, где обнаруживает намеки на то, что выжившие в продолжающемся конфликте подверглись воздействию биоорганического оружия.                     |             |               |
| 2 | «Episode 2» | 8 июля 2021   |
| Леон, Джейсон и Шен Мэй направляются на своей подводной лодке в китайские воды, пока Клэр исследует, что случилось с Бешеными псами. |             |               |
| 3 | «Episode 3» | 8 июля 2021   |
| Клэр исследует дом последнего выжившего из Бешеных псов, не считая Джейсона, который уже покончил с собой. Выявлено, что солдаты отряда заразились во время своей миссии в Пенамстане. Тем временем Леон следует за Шен в дом её деда. После того, как он пробивается внутрь, выясняется, что брат Шен был солдатом, спасённых Бешеными псами, но он уже был заражён вирусом. |             |               |
| 4 | «Episode 4» | 8 июля 2021   |
| Клэр просыпается в лаборатории после того, как её схватили люди Вильсона, в то время как президент Грэм готовит мирное соглашение с правительством Пенамстана. Уилсон показывает, что он разводит суперсолдат, чтобы использовать их против врагов Соединённых Штатов. Затем Уилсон пытается убедить Клэр сотрудничать с ним, но она отказывается.                            |             |               |